# Route régionale 181 (Norvège)
Pour les articles homonymes, voir Route nationale 181 (homonymie).
La route régionale 181 (en norvégien : Fylkesvei 181 - Fv181) est une route  norvégienne reliant Eidsvoll à Nord-Odal.